# Beach volley ai XVII Giochi panamericani
Il beach volley ai XVII Giochi panamericani si è svolto al Chevrolet Beach Volleyball Centre, impianto provvisorio allestito all'Exhibition Place di Toronto in occasione dei Giochi panamericani del 2015. Si sono disputati due tornei, quello maschile e quello femminile,  tra il 13 e il 21 luglio 2015.

## Calendario
| P | Preliminari | ¼ | Quarti di finale | ½ | Semifinali | C | Classificatione | F | Finali |

| Evento↓/Data → | Lun 13 | Mar 14 | Mer 15 | Gio 16 | Ven 17 | Sab 18 | Dom 19 | Lun 20 | Mar 21 |
| -------------- | ------ | ------ | ------ | ------ | ------ | ------ | ------ | ------ | ------ |
| Uomini         | P      | P      | P      | P      | P      | ¼      | ½      | C      | F      |
| Donne          | P      | P      | P      | P      | P      | ¼      | ½      | C      | F      |

## Risultati
| Evento                      | Oro                                   | Argento                                  | Bronzo                                    |
| Torneo maschile (dettagli)  | Messico Rodolfo Ontiveros Juan Virgen | Brasile Vitor Araujo Álvaro Morais Filho | Cuba Nivaldo Diaz Sergio González         |
| Torneo femminile (dettagli) | Argentina Ana Gallay Georgina Klug    | Cuba Lianma Flores Leila Martínez        | Brasile Liliane Maestrini Carolina Horta< |